# Kapelle St. Sylvester (Hirschstätt)

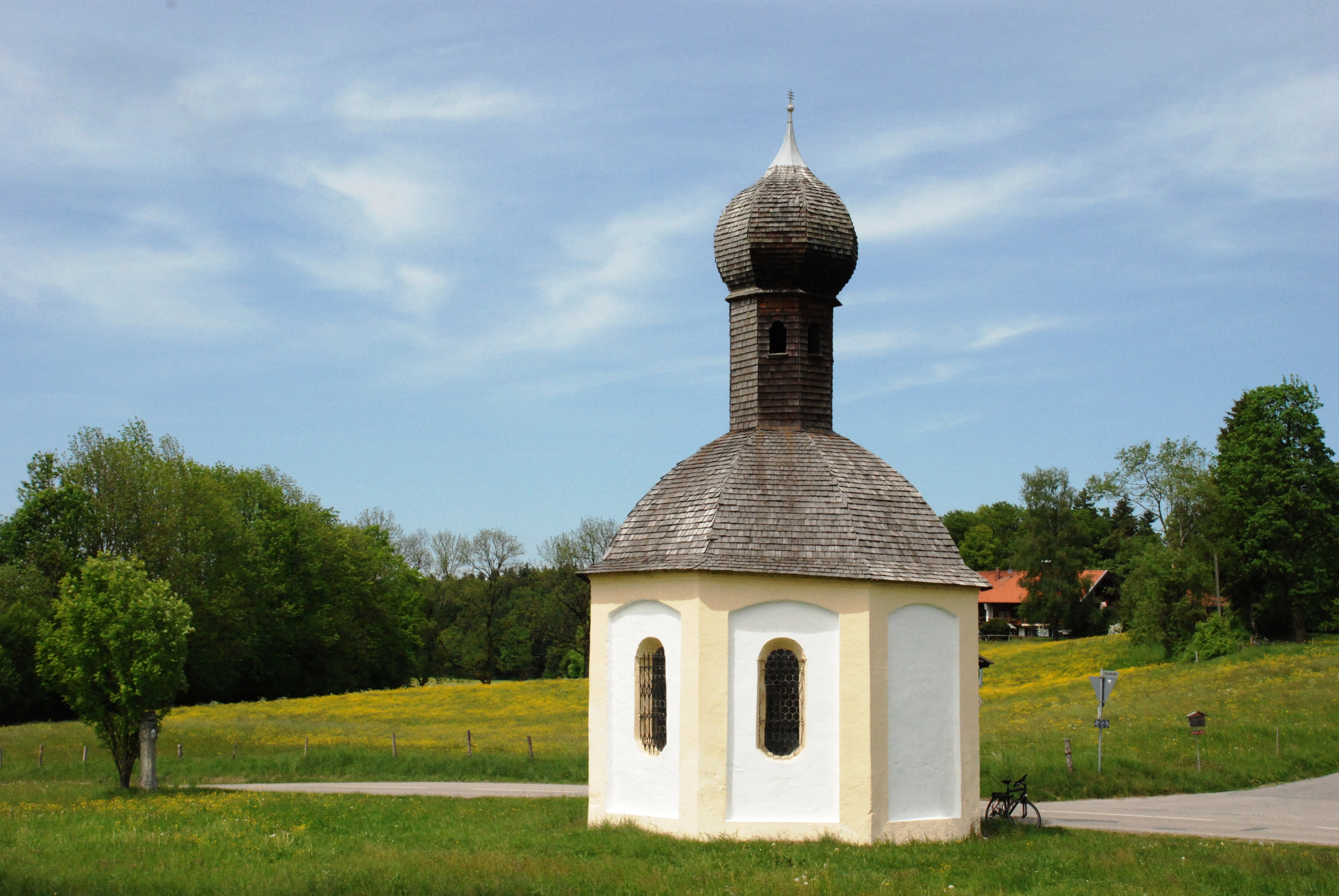
Kapelle St. Sylvester in Hirschstätt

Die römisch-katholische Kapelle St. Sylvester steht in Hirschstätt, einem Gemeindeteil von Waakirchen im oberbayerischen Landkreis Miesbach. Das Bauwerk ist in der Liste der Baudenkmäler in Waakirchen als Baudenkmal unter der Nr. D-1-82-134-30 eingetragen. Die Kapelle gehört zum Dekanat Miesbach des Erzbistums München und Freising.

## Beschreibung
Der barocke Zentralbau auf achteckigem Grundriss wurde 1650 errichtet. Auf seinem mit Schindeln bedeckten Zeltdach sitzt eine Laterne, die mit einer Zwiebelhaube bedeckt ist.
Der Innenraum ist mit einer Kuppel überspannt. Der Altar stammt aus der Entstehungszeit. Er wird von den Skulpturen des heiligen Silvester, des Simon Petrus, des Johannes des Täufers, des heiligen Sebastian und der Mater Dolorosa umrahmt.